# Яхдун-Лім
Яхдун-Лім (д/н — бл. 1798 до н. е.) — лугаль (володар) Трього царства Марі близько 1820—1798 років до н. е. За його панування держава набула найбільшого піднесення.

## Життєпис

### Зовнішня політика
Походив з династії сімалаїтів (відома також як Лім). Син лугаля Яггід-Ліма. Посів трон близько 1820 року до н. е.
Продовжив активну загарбницьку політику, метою якої стало встановлення влади на провідними торгівельними шляхами. Спочатку став просуватися вгору за течією Євфрату, захопивши міста-держави Шаманум і Туттуль, перемігши його царів Лаума і Балуку-Ліма відповідно. За цим здолав Аджалума, вождя яманаїтів. Знайдено глиняний диск з написом Яхдун-Ліма, присвяченій його походу до Середземного моря і перемозі над 7 вождями ханаітів. Після цієї перемоги Яхдун-Лім став іменувати себе царем країни Хана. Водночас уклав союз з містом-державою Ешнунна.
Відомо про похід до узбережжя Середземного моря з метою встановлення контролю над видобутком і торгівлею деревиною (кедр і кипарис) в горах Аман (ймовірно частина Ліванських гір). На зворотному шляху Яхдун-Лім потрапив в засідку влаштовану трьома вождями аморейських племен урабу, амнанум і раббу, до яких приєднався правитель Самуепух, міста Халап. Але Яхдун-Ліму вдалося прорватися і піти від військ, зібраних супротивниками.
В подальшому головне протистояння відбувалося з Самуепухом. Для боротьби з останнім Яхдун-Лім уклав союз з Амут-пі'елом I, цар Катни. Натомість Самуепух підтримав повстання ямінітських племен в Туттулі в центральні області Марі, але його придушив Яхдун-Лім. Останній в союзі з Катною здійснив низку успішних кампаній проти Ямхаду, насамперед захоплення важливого міста Туба з величезними скарбами. Подальший намір царя Марі просунутися до Середземного моря, незабаром розсварили союзників, з яких кожен бажав панувати в регіоні. Внаслідок цього почалася війна між Катною, Ямхадом і Марі, яка послабила усі ці держави.
Цим скористався Шамші-Адад I, що заснував свою державу північніше Марі, який вирішив підкорити долину річки хабур, на яку претендував також Яхдун-Лім. Спочатку війська маріотів діяли успішно: завдали поразки супротивнику біля міста Нагар, потім сплюндрували хліборобські землі Шамші-Адада I та навіть спробували захопити його столицю Екаллатум. Втім зрештою Шамші-Адад I перейшов у наступ. Складна ситуація змусила Ямхад-Ліма заснував резиденцію-фортецю вгору за Євфратом — Дур-Яхдун-Лім.

### Внутрішня політика
Продовжив політику попередників з розбудови столиці, зведенню храмів. За його наказом в Марі зведено храм бога сонця Шамаша.
Також почав здійснювати значні проєкти з іригації — відомо про 2 канали, посилення укріплених споруд Марі і Терки. Стежив за безпекою торгових маршрутів.
Загинув близько 1798 року до н. е. внаслідок змови сина Суму-Ямана, який захопив трон.